# ロテッラ
ロテッラ（伊: Rotella）は、イタリア共和国マルケ州アスコリ・ピチェーノ県にある、人口約800人の基礎自治体（コムーネ）。

## 地理

### 位置・広がり
アスコリ・ピチェーノ県のコムーネ。県都アスコリ・ピチェーノから北へ11kmの距離にある。

#### 隣接コムーネ
隣接するコムーネは以下の通り。括弧内のFMはフェルモ県所属を示す。
- アスコリ・ピチェーノ
- カスティニャーノ
- フォルチェ
- モンテディノーヴェ
- モンテルパロ (FM)
- ヴェナロッタ

### 気候分類・地震分類
ロテッラにおけるイタリアの気候分類 (it) および度日は、zona E, 2102 GGである。
また、イタリアの地震リスク階級 (it) では、zona 2 (sismicità media) に分類される。

## 行政

### 分離集落
ロテッラには、以下の分離集落（フラツィオーネ）がある。
- Capradosso, Castel di Croce, Poggio Canoso